# تولیو روسی
تولیو روسی (ایتالیایی: Tullio Rossi؛ زادهٔ ۲ ژوئن ۱۹۴۸ ‏(۷۶ سال)) دوچرخه‌سوار بازنشسته اهل ایتالیا است. وی در مسابقات تور دو فرانس و جیرو دیتالیا شرکت کرده است.